# Anthela ferruginosa
Espèce
Anthela ferruginosa est une espèce de lépidoptères (papillons) de la famille des Anthelidae.
On le trouve en Australie.
L'imago a une envergure de 40 mm.
Sa larve se nourrit de Poaceae (graminées).

## Galerie

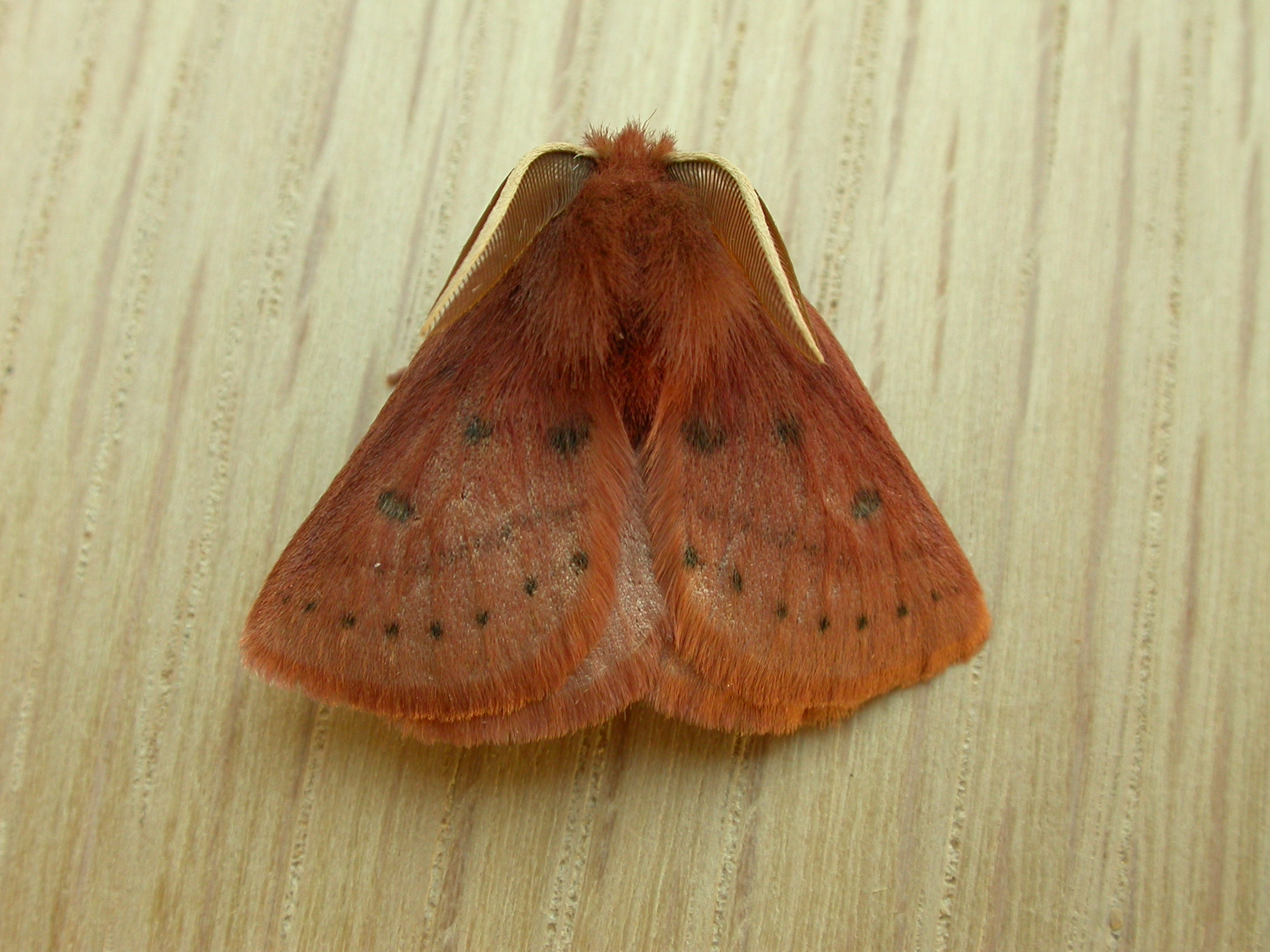